# Kargilkriget
Kargilkriget eller Kargilkonflikten var en väpnad konflikt mellan Indien och Pakistan mellan maj och juli 1999. 

## Krigsutbrott
Kriget startades av Pakistan men Pakistans premiärminister Nawaz Sharif påstod att militären under general Pervez Musharraf startade kriget på eget bevåg. Läget var återigen spänt mellan de två redan tidigare; 1998 hade Indien och Pakistan testat sina kärnvapen.

## Världsopinion
Pakistan anklagades av andra länder för att ha anstiftat kriget, eftersom dess paramilitära styrkor och rebeller passerat den uppsatta gränsmarkeringen.

### Fotnoter
1. ↑  ”Pakistani opposition presses for Sharif's resignation”. Wsws.org. 7 augusti 1999. http://www.wsws.org/articles/1999/aug1999/pak-a07.shtml. Läst 20 juni 2014.
2. ↑  ”Cover Story: Kargil War- Pakistan: Face-Saving Retreat”. India-today.com. 26 juli 1999. Arkiverad från originalet den 24 september 2015. https://web.archive.org/web/20150924042405/http://www.india-today.com/itoday/26071999/cover.html. Läst 20 juni 2014.